# Eberhard von Mackensen
Eberhard von Mackensen (24 de Setembro de 1889 - 19 de Maio de 1969) foi um general alemão que serviu na Wehrmacht durante a Segunda Guerra Mundial. É filho do Generalfeldmarschall August von Mackensen.

## História

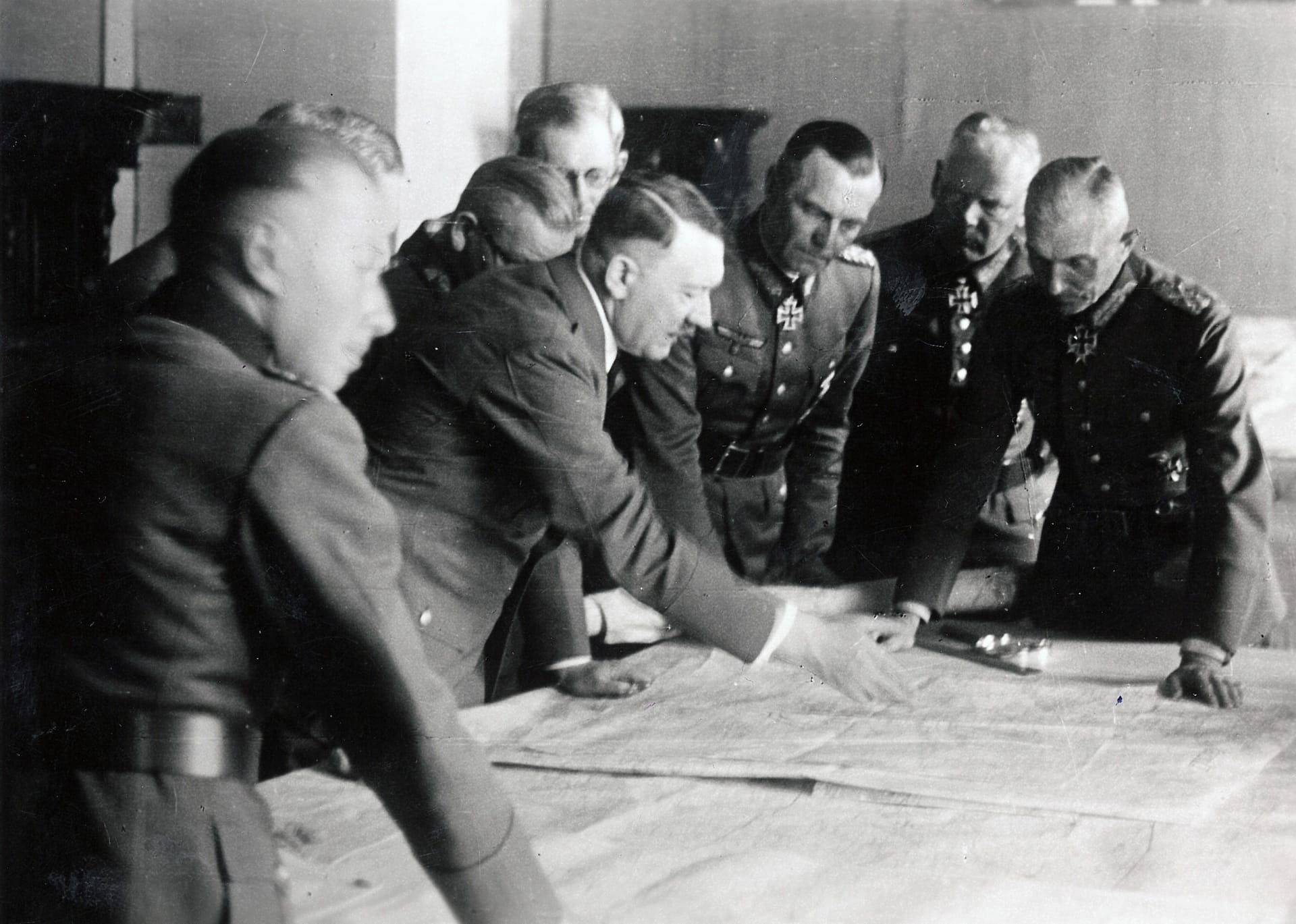
Mackensen, de frente na imagem, à esquerda de Hitler, em 1942.

No mês de outubro de 1908, Mackensen entrou para o Exército Alemão como um oficial cadete no Exército Hussars. No mês de março de 1910, passou para a patente de Leutnant. Com o início da Primeira Guerra Mundial, ele foi ajudante de seu Regimento. Promovido para Oberleutnant em Agosto de 1915, ele serviu como Hauptmann i.G. no general staff do Grupo de Exército "Scholtz". Permaneceu no Reichswehr após o armistício de 1918 e serviu como Rittmeister no 5. Reit.Rgt. Em janeiro de 1922, ele comandou o tradicional esquadrão de 1. Leibhusaren-Regiment Mackensen vindo a servir no general staff.
Foi promovido para Oberst no dia 1 de setembro de 1934, se tornando chief-of-staff do Kavalleriekorps em Novembro de 1933 e em seguida o X Corpo de Exército em Maio de 1935. Em Outubro de 1937, ele foi o comandante do 1. Kav.Brig. Promovido para Generalmajor em 1 de Janeiro de 1939, Generalleutnant em 1 de Janeiro de 1940, e General der Kavallerie em 1 de Agosto de 1940, ele se tornou chief-of-staff do 14º Exército e em seguida o 12º Exército.
Ele comandou o III Corpo de Exército (mot.) de 15 de janeiro de 1941 à 31 de março de 1942, quando foi condecorado com a Cruz de Cavaleiro da Cruz de Ferro (27 de Julho de 1941). Em seguida foi condecorado com as Folhas de Carvalho (26 de Maio de 1942, nº 95).Foi o Comandante Oficial do 1º Exército Panzer (22 de Novembro de 1942), em seguida o 14º Exército (5 de Novembro de 1943), ficando neste comando até 6 de Julho de 1944, quando ele foi colocado no comando da reserva. Foi promovido para Generaloberst em 6 de Julho de 1943. Ele foi capturado pelos soviéticos em maio de 1945, e libertado em outubro de 1952.
No pós-guerra foi o autor do livro A História do III. Panzer Korps publicado em 1967. Faleceu em Alt-Mühlendorf no dia 19 de Maio de 1969 aos 79 anos de idade.

## Carreira

### Patentes
| Leutnant        | março de 1910         |
| Oberleutnant    | Agosto de 1915        |
| Oberst          | 1 de Setembro de 1934 |
| Generalleutnant | 1 de Janeiro de 1940  |
| Generaloberst   | 6 de Julho de 1943    |

### Condecorações
| Cruz de Ferro 2ª Classe            |                     |
| Cruz de Ferro 1ª Classe            |                     |
| Cruz de Cavaleiro da Cruz de Ferro | 27 de julho de 1941 |
| Folhas de Carvalho nº 95           | 26 de maio de 1942  |